# Francesco Capaccini
Francesco Capaccini, italijanski rimskokatoliški duhovnik in kardinal, * 14. avgust 1784, † 15. junij 1845.

## Življenjepis
22. julija 1844 je bil povzdignjen v kardinala in pectore.
21. aprila 1845 je bil ponovno imenovan za kardinala.
Umrl je 15. junija 1845.